# るるる学園
るるる学園（るるるがくえん、ラテン文字表記：RURURUGAKUEN）は、日本のサンリオによるキャラクター。

## 来歴
- 1989年 - キャラクター開発[2]・デビュー
- 1993年 - 3月29日、トミー発の子供向け電子手帳「るるる学園・お電子手帳」にキャラクターとして起用[3][4]。簡易な電子手帳への需要の開拓に成功した。

## 設定
るるる学園と呼ばれる架空の学校に通う生徒で、とても明るくて元気な6人組。
高美なおみ（たかび）
加賀百万石の城下町、金沢市出身。文字通り高ビーで涙もろい、完璧主義で温室育ちのお嬢様。好きなものは高級メロン。ひとりっ子でパパは世界中を航海する船乗り。誕生日は8月15日。
魚尾まいこ（うおお、うおー）
横須賀市出身。ヒデくんという男のコに恋する元祖ぶりっこ娘で彼氏に夢中。また、頑張り屋でもある。趣味は内緒でラグビー観戦をすること。好きなものはケーキ。誕生日は4月6日。
賀上ちえ（かがみ）
東京都国立市出身で、中学校はゲンジの赤坂クンと同じ。宝塚に憧れを抱く派手好き。「歌姫チェリー」という芸名を持ちダンスや歌のレッスンをしていて、身体は柔軟である。性格は表情の起伏が多彩。好きなものはウニ。誕生日は12月22日。
縦乗よしこ（たてのり）
元気で明るく月に5回ライブへ通うほどロックが大好き。また、オヤジ少女と呼ばれながらも実は超純粋。少しきついツッコミをするが、気弱になる一面もある。誕生日は7月14日。
立津手とも（たちつて）
横浜市出身のはまっ子。情報魔でナイーブで感受性が強い。また、明るく元気いっぱいな一方でせっかちな側面もある。大声と腕をグルグル回すことが得意。身長と体重が同じな双子の兄のとも太がいる。誕生日は9月9日。
雨田てるみ（あまだ）
山梨県の田舎町出身。健康優良児で超礼儀正しく、テニス・F1・彼氏に夢中な明るいスポ根少女。趣味は体を鍛えることや、カラオケで歌を歌って喉も鍛えること。礼儀正しい子が好み。双子の姉がいる。誕生日は12月18日。

## イメージソング
「Dancing All Day Long -うわさのるるる学園-」
作詞：伊藤アキラ 作曲：富田伊知郎 編曲：兼崎順一 歌：みずうみ、Mickey
1992年8月21日にサンリオより発売されたCDアルバム「みんなでうたおう！キャラクターソング」の5曲目に収録。2分46秒。

## 商品
ノート、ペンケースなど紙モノ雑貨や文具雑貨が多い。
- 「るるるのピュアパッション！メモ」
- 「ポストカード風メモ」
- 「かさねがきPEN」

## 出版物
るるるがくえんの恋愛心理ゲーム』
発売日：1993年1月
著者：吉田千史
出版社：サンリオ
ISBN 978-4387923015
『るるるがくえん 超能力ゲーム』
発売日：1993年9月
著者：智尋未宇
絵：原千恵子
出版社：サンリオ
ISBN 978-4387930518
『るるる学園』
発売日：1995年7月
著者：歌姫ルル・貴みなこ
出版社：角川書店
ISBN 978-4048525893

## キャラクター大賞
1975年創刊の「いちご新聞」で1986年から始まり、毎年実施しているサンリオキャラクターの人気投票企画。1992年度（第7回）は2位を受賞し、1994年度（第9回）までは5位以内に入っていた。
2013年サンリオキャラクター大賞の特別企画である「これやります宣言」では、「25位以内なら制服変えます」と宣言していたが、ランクインを逃した。
- 1992年（第7回） - 2位。
- 1993年（第8回） - 3位。
- 1994年（第9回） - 4位。
- 1995年（第10回） - 6位。
- 1996年（第11回）〜2010年（第25回） - 10位圏外[1]。
- 2011年（第26回） - サンリオキャラクター大賞50位[12]。
- 2012年（第27回） - 48位[13]。
- 2013年（第28回） - 71位[14]
- 2014年（第29回） - 20位圏外[注釈 2]（いちご新聞ランキング66位[16]）
- 2015年（第30回） - 出場なし[17]
- 2016年（第31回） - 63位[18] ／ なでる投票 65位[19]（いちご新聞ランキング51位タイ）
- 2017年（第32回） - 64位[20]（いちご新聞ランキング56位）
- 2018年（第33回） - 59位[21]（いちご新聞ランキング56位タイ[22]）
- 2019年（第34回） - 60位（いちご新聞59位タイ）
- 2020年（第35回） - 65位（いちご新聞63位）
- 2021年（第36回）- 69位
- 2022年（第37回）- 72位
- 2023年（第38回）- 71位
- 2024年（第39回）- 72位

## 豆知識
- 『いちご新聞』でるるる学園が初めて表紙を大きく飾ったのは、1992年11月号（297号）[23]。
- るるる学園がデビューした1989年には他にも「ぽんぽんひえた」や「笑う女」というシュールなキャラクターも誕生している。
- サンリオが1996年2月16日に発売した「サンリオタイニーパーク」というエデュテインメントソフトに、るるる学園のコンテンツである「るるるがくえんのまちがいさがし」という間違い探しが収録されている[24]。
- サンリオピューロランドにて「ハローキティのロックンロールサーカス るるる学園大パニック」と称するボリショイサーカスとタイアップしたサーカスショーが1994年10月15日から1995年1月16日にかけて催された[25]。なお、るるる学園のなおみ、ちえ、よしこはピューロランドに出演している時期があった。
- エクサムが発売するキッズ向けトレーディングカードアーケードゲームであるハローキティとまほうのエプロン 〜サンリオキャラクター大集合!〜の第4弾『〜みんな集まれ!お料理パーティー!〜』に登場するキャラクターのひとつとして、るるる学園（貴美、魚尾、雨田）が起用された[26]。
- キャラクターのモデルはサンリオの女性社員たちであり[27]、ちえのモデルはデザイナーの原千恵子である[28]。